# Sigeberht I dell'Essex
Sigeberto il Piccolo (fl. VII secolo) regnò sull'Essex dal 617 al 653.

## Biografia
Era figlio di re Saeward, che insieme al fratello coreggente Sexred era morto in battaglia contro le forze del Wessex guidate dai re Ceawlin e Cwichelm.  Sigeberht fu considerato un pagano e molto probabilmente un alleato di re Penda nel 635, potente sovrano pagano della Mercia. A lui sul trono successe il parente Sigeberht il Buono.